# Philipp Arnold von Ahr
Philipp Arnold von Ahr (* 1577; † Oktober 1634) war Landkomtur der Deutschordensballei Lothringen. 

## Leben
Philipp Arnold von Ahr wurde 1601 in den Deutschen Orden aufgenommen, war Komtur in der Kommende Einsiedel und leitete deren Verwaltungsangelegenheiten und beaufsichtigte die unterstellten Vogteien und Zehnthöfe. Bevor er im Jahre 1623 Statthalter der Ballei Lothringen wurde, war er dort von 1622 an Interimsverwalter. 1627 wurde er zum Landkomtur der Ballei Lothringen ernannt. Damit war er auch Komtur zu Beckingen, wo er 1634 die Marcellus-Kapelle im Stil der Spätrenaissance errichten ließ, und Trier. Diese Ämter hatte er bis zu seinem Tode im Jahr 1634 inne.

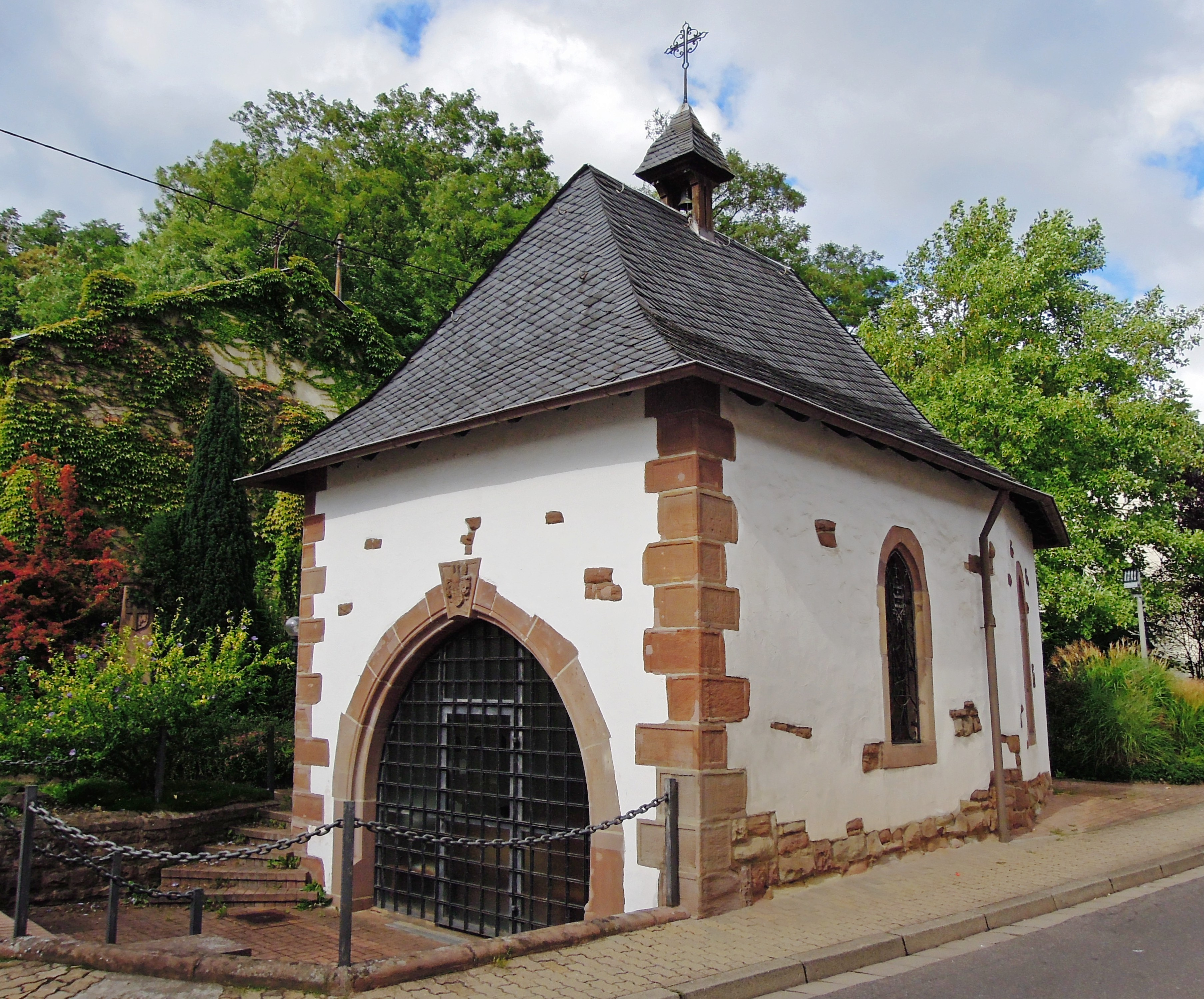
Marcellus-Kapelle in Beckingen, 1634 durch Philipp Arnold von Ahr erbaut

## Sonstiges
Das Wappen der Gemeinde Beckingen, am 20. August 1951 durch die Saarländische Landesregierung genehmigt, vereinigt das schwarze Balkenkreuz des Deutschen Ritterordens mit dem Wappen des Philipp Arnold von Ahr. 